# Backbone.js
Backbone.js — JavaScript-библиотека, основанная на шаблоне проектирования Model-View-Presenter (MVP).

## Описание
Backbone.js создан Джереми Ашкенасом, который известен также как создатель CoffeeScript и Underscore.js.
Backbone.js предназначена для разработки веб-приложений с поддержкой RESTful JSON интерфейса. Backbone — очень лёгкая библиотека (упакованная и gzip-сжатая по величине ~6.3 Кб), но для работы необходима библиотека Underscore.js, а для поддержки REST API и работы с DOM элементами рекомендуется подключить jQuery-подобную библиотеку: jQuery или Zepto. 